# Aharon Abuchacira
Aharon Abuchacira (hebrejsky: אהרן אבוחצירא, narozen 28. října 1938 – 21. září 2021) byl izraelský politik, někdejší starosta Ramly a dlouholetý poslanec Knesetu, který na přelomu 70. a 80. let zastával řadu ministerských postů v izraelské vládě. V roce 1982 rezignoval na své politické funkce po usvědčení z krádeže, porušení důvěry a podvodu.

## Biografie
Narodil se v oblasti Tafilalt v Maroku a v roce 1949 podnikl aliju do Izraele. Studoval v ješivě Bnej Akiva v Kfar ha-Ro'e, následně v učitelském semináři v Jeruzalémě a nakonec získal bakalářský titul na Bar-Ilanově univerzitě. Po studiích pracoval jako středoškolský učitel.
V roce 1969 byl zvolen do městské rady Ramly a od roku 1972 byl jejím starostou. Poslancem byl poprvé zvolen ve volbách v roce 1977, kdy kandidoval za Národní náboženskou stranu, načež byl jmenován ministrem náboženství ve vládě Menachema Begina.
V červnu 1980 začala izraelská policie vyšetřovat tvrzení, že Abuchacira v letech 1978 až 1979 od náboženských institucí obdržel 52 500 šekelů za státní financování neexistujících ješiv. Přestože se Abuchacira proti obviněním ohradil a označil je za „provokaci a urážku na cti“, izraelský nejvyšší státní zástupce Jicchak Zamir v prosinci 1980 požádal parlamentní imunitní výbor Knesetu o odejmutí Abuchacirovy parlamentní imunity, aby mohl být obviněn z úplatkářství.
Dne 13. ledna 1981 plénum izraelského parlamentu rozhodlo o odejmutí Abuchacirovy imunity. Abuhacira na protest proti tomu opustil Národní náboženskou stranu a založil vlastní s názvem Tami. Ta v následujících parlamentních volbách, konaných téhož roku, získala tři poslanecké mandáty, a stala se součástí koaliční vlády Menachema Begina. Navzdory vyšetřování byl Abuchacira jmenován ministrem absorpce imigrantů a ministrem práce a sociální péče. Na obě ministerské funkce však 30. dubna 1982 rezignoval poté, co byl 19. dubna shledán vinným. Obě ministerská portfolia převzal jeho spolustraník a poslanec Aharon Uzan. Abuhacira byl odsouzen k odnětí svobody v délce čtyř let a tří měsíců.
Navzdory usvědčení byl ve volbách v roce 1984 zvolen poslancem, i když strana získala pouhý jeden mandát. Ke konci funkčního období se sloučila s Likudem a ve volbách v roce 1988 získala v rámci kandidátní listiny strany jedno místo. V následujících volbách v roce 1992 však již úspěšná nebyla.